# پل دیویس (بازیکن فوتبال، زاده ۱۹۶۸)
پل دیویس (انگلیسی: Paul Davis؛ زادهٔ ۳۱ ژانویهٔ ۱۹۶۸) بازیکن فوتبال اهل بریتانیا است.
از باشگاه‌هایی که در آن بازی کرده‌است می‌توان به باشگاه فوتبال ویلدستون و باشگاه فوتبال کویینز پارک رنجرز اشاره کرد.